# Герб Верхньої Австрії
Верхньоавстрійський герб існує відповідно до закону землі 3 липня 1997 р. Про регіональні символи Верхньої Австрії, LGBl. 126/1997,
|  | із розщепленого щита, увінчаного капелюхом австрійського ерцгерцога, який геральдично показує золотого орла з червоним язиком і червоними кігтями в чорному полі праворуч, і тричі розсічений в срібло та червінь ліворуч. Капелюх ерцгерцога можна опустити. Державний герб може бути кольоровим або чорно-білим. |

## Історія та інтерпретація
Найдавнішу відому ілюстрацію верхньоавстрійського герба можна знайти у двох мініатюрах у посібнику з літургії, герцога Альбрехта III, ймовірно, це зроблено в Відні між 1384 і 1395.
Ймовірно, герб сходить до ХІІ-го ст., коли вимерла лінія володарів Махленда. У земельній книзі монастиря Баумгартенберга та на кафедрі монастиря Вальдгаузен, які були подаровані Юттою та Отто фон Махлендом, герб, дуже схожий на верхньоавстрійський, з'являється вже в 1335 році. Махленд був частиною суверенної території Бабенбергів з незапам'ятних часів, саме тому герб власників Махленда був придатним для зразка. Це також являло собою найдавніше придбання маркграфської Австрії на захід, а згодом було розширено, включивши Траунгау, Рідмарк, Ваксенберг та Шаунберг як регіональні суди.
Спочатку в нашоломнику гербова корона мала виникаючого орла, що тримає терези в дзьобі. Такий герб мав Альбрехт VI, перший суверенний правитель - хоча і в суперечці з його братом Фрідріхом III. - увінчаний капелюхом ерцгерцога в країні над Еннами.
Наскільки орел у чорному належить до герба всього Австрійського герцогства старої держави (герб жайворонка, сьогодні для Нижньої Австрії), невідомо. П'ять його орлів часом трактувались як п'ять частин країни: ранній орел з вагами міг вказувати на посаду окружного судді об дер Еннса, який існував як такий, а потім також губернатор з 1282 року, і від верховного окружного суду Верхнього Австрія стала самостійною територією з 1490 р.

## Історичні ілюстрації

Герб Ерцгерцогства Австрії
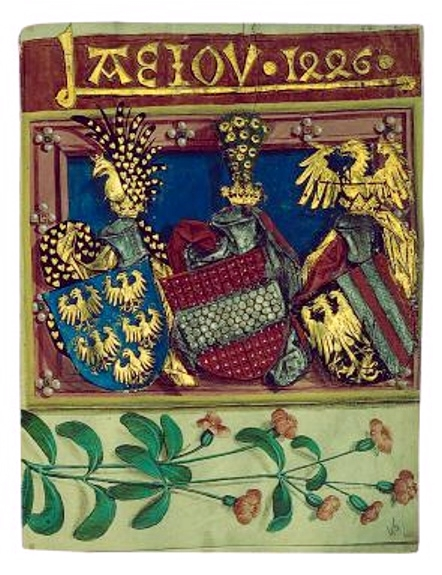
Стара Австрія, Нова Австрія та Австрія об дер Енс (з орлом з лусочками в шоломі), над девізом AEIOU, датований 1446 р. (Освітлення в реєстрі гербів Фрідріха III.)
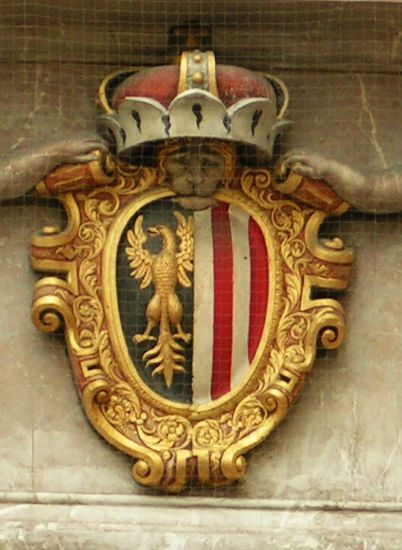
Ерцгерцогство Австрії над Енном, в Ландхаусі Лінц (Відродження, близько 1570)
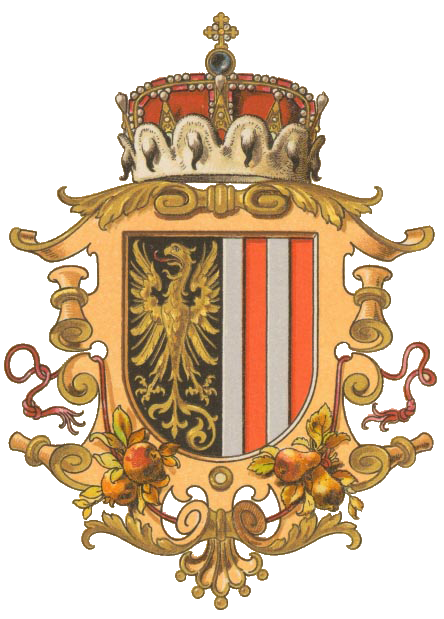
Герб Ерцгерцогство Австрія над Еннами за часів Австро-Угорської монархії (Хуго Жерар Штрьоль. Ваппенроле Австро-Угорщина в 1890 р.)
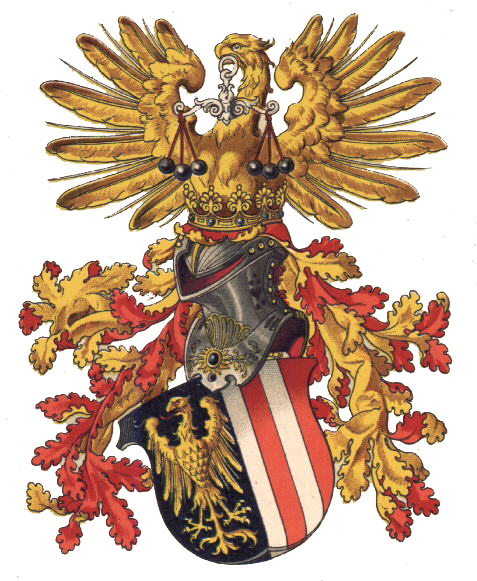
Австрія над Енном, з орлом з вагами
(там же)

## Вебпосилання
- Landeswappen des Landes Oberösterreich [Архівовано 13 червня 2021 у Wayback Machine.]. In: land-oberoesterreich.gv.at. Amt der Oö. Landesregierung, abgerufen am 22. Januar 2020.